# هشیلان
هشیلان، روستایی از توابع بخش مرکزی شهرستان کرمانشاه در استان کرمانشاه ایران است.

## جمعیت
این روستا در دهستان میان‌دربند قرار دارد و براساس سرشماری مرکز آمار ایران در سال ۱۳۸۵، جمعیت آن ۷۹ نفر (۱۷خانوار) بوده‌است.

## تالاب هشیلان
تالاب هشیلان از جاذبه‌های طبیعی گردشگری این روستا است.